# Rumore di fase
In elettronica il rumore di fase è l'incertezza legata alla determinazione della fase in un segnale periodico generato da un oscillatore.
Il rumore di fase è il principale responsabile dell'alterazione dello spettro delle frequenze di un oscillatore rispetto al suo spettro ideale costituito da un insieme discreto di frequenze (la frequenza fondamentale e le sue frequenze armoniche). A causa di ciò, spesso si indica come rumore di fase proprio la potenza misurata al di là della fondamentale e delle sue armoniche. Questo uso, oltre ad essere scorretto concettualmente, può portare a difficoltà di interpretazione dei risultati analitici e misurati.
Un indice di misura del rumore di fase, spesso utilizzato nelle telecomunicazioni, è il Single Sideband to Carrier Ratio (SSCR).
Il rumore di fase è il maggior problema nella realizzazione degli oscillatori elettronici i quali, a loro volta, sono sottosistemi cruciali in molte applicazioni di telecomunicazione e di elaborazione digitale.
Spesso la componente più grave nei ricevitori è data dal rumore 1/f dell'oscillatore locale